# Fanfan Rwanyindo Kayirangwa
Fanfan Rwanyindo Kayirangwa là một chính trị gia Rwanda, từng giữ chức Bộ trưởng Bộ Dịch vụ Công cộng và Lao động trong nội các Rwanda, kể từ ngày 31 tháng 8 năm 2017.

## Hoàn cảnh và giáo dục
Cô có bằng Cử nhân Luật, lấy năm 1997, từ Đại học Quốc gia Rwanda. Cô cũng có bằng Thạc sĩ Luật, được trao tặng vào năm 2010, bởi Đại học Witwatersrand, tại thành phố Johannesburg, Nam Phi.

## Sự nghiệp
Trước năm 2004, Rwanyindo Kayirangwa làm việc trong ngành dịch vụ tài chính. Từ năm 1998 đến năm 2004, bà là cố vấn pháp lý và nhân viên tín dụng của Ngân hàng thương mại Rwanda, ngày nay giao dịch với tư cách là I & M Bank Rwanda Limited.
Từ năm 2004 đến 2017, cô làm việc trong ngành tư pháp của Rwanda. Năm 2004, cô được bổ nhiệm làm Công lý của Tòa án tối cao Rwanda. Năm 2008, cô được chuyển đến Tòa án Thương mại. Bà được bổ nhiệm làm Phó Chủ tịch Tòa án Tối cao Thương mại Rwanda vào tháng 10 năm 2013.
Trong cuộc cải tổ nội các ngày 31 tháng 8 năm 2017, Fanfan Rwanyindo Kayirangwa được bổ nhiệm làm bộ trưởng nội vụ mới về dịch vụ công cộng và lao động, thay thế Judith Uwizeye, người đảm nhận vị trí Bộ trưởng trong Văn phòng Tổng thống.

## Những ý kiến khác
Cô là thành viên của "Autism speaks", một tổ chức phi chính phủ (NGO). Cô cũng là một trong những người sáng lập "Hiệp hội khu vực tư nhân chống lại HIV / AIDS", một tổ chức phi chính phủ khác.